# Un Canadien errant
Un Canadien errant est une chanson écrite en 1842 par Antoine Gérin-Lajoie après la rébellion du Bas-Canada de 1837-1838, lors de laquelle certains des rebelles patriotes ont été condamnés à mort et d'autres ont été exilés aux États-Unis et en Australie.
Cette œuvre a connu un succès retentissant mais aussi durable ; dès 1865, Ernest Gagnon l’a incluse dans une anthologie de chansons folkloriques.
Gérin-Lajoie a écrit la chanson sur le thème de la peine de l'exil en passant ses examens classiques au Séminaire de Nicolet. Le texte a été inspiré à Gérin-Lajoie lorsqu’il avait seize ans. C’était en 1839, au cœur de la rébellion des Patriotes. Le jeune garçon avait été témoin, à Cap-Diamant, du départ vers le large d’un grand voilier, à bord duquel 141 patriotes étaient enchaînés, condamnés à l’exil à 10 000 km de leur foyer, en Australie. Le jeune Antoine, profondément touché, écrit alors une première version de ce qui deviendra Le Canadien errant.

## Interprétations et arrangements
La chanson fait partie du répertoire de la Bonne Chanson, depuis 1937. D'abord écrite sur un air folklorique existant (Par derrière chez ma tante). la chanson est publiée en 1844 dans le Charivari canadien sous les initiales (A.G.L.) ; la chanson portait le titre Le proscrit et l'air indiqué était cependant Au bord d'un clair ruisseau. 
Ernest Gagnon, dans ses Chansons populaires du Canada (Québec 1865), donne comme air original J'ai fait une maîtresse dont la variante Si tu te mets anguille n'en retient que « des fragments assez altérés ». La version de Gagnon est celle considérée comme définitive.
Nana Mouskouri interprète la chanson sur un album éponyme.
Leonard Cohen chante Un Canadien errant (The Lost Canadian) dans son album Recent Songs (1979).

## Portée symbolique
À l’époque, le statut de « Canadien » et le pays du « Canada » font référence aux francophones de l’est canadien, entièrement sous la gouvernance britannique, en particulier mais sans se limiter aux québécois francophones et au Québec actuels. Pourtant, la chanson deviendra populaire à l’extérieur de ce territoire, notamment en Louisiane, dans l’Ouest canadien et en Nouvelle-Angleterre. Dans ces régions, habitent aussi des francophones qui ont connu l’exil. La chanson est devenue un hymne pour certains groupes de Canadiens qui ont à un certain point vécu la peine de l'exil. En plus des exilés après la rébellion du Bas-Canada, la chanson tient une importance particulière pour les rebelles dans la rébellion du Bas-Canada et pour les Acadiens déportés de leur foyer durant la déportation des Acadiens de 1755-1763. Il y a également une version acadienne de la chanson connue sous le titre Un Acadien errant.

## Paroles originales
Un Canadien errant,

Banni de ses foyers,

Parcourait en pleurant

Des pays étrangers.

Un jour, triste et pensif,

Assis au bord des flots,

Au courant fugitif

Il adressa ces mots :

« Si tu vois mon pays,

Mon pays malheureux,

Va, dis à mes amis

Que je me souviens d'eux

Plongé dans mes malheurs

Loin de mes chers parents

Je passe dans les pleurs

D'infortunés moments

Pour jamais séparé

Des amis de mon cœur

Hélas! Oui je mourrai

Je mourrai de douleur

Non, mais en expirant,

Ô mon cher Canada !

Mon regard languissant

Vers toi se portera... »